# Alloperla lenati
Alloperla lenati är en bäcksländeart som beskrevs av Boris C. Kondratieff och Kirchner 2004. Alloperla lenati ingår i släktet Alloperla och familjen blekbäcksländor. Inga underarter finns listade i Catalogue of Life.